# Juan Álvarez Maldonado
Juan Bautista Álvarez Maldonado (* Salamanca, ? - † Cuzco, c.a. 1608) fue un explorador, conquistador y encomendero español. Gobernador de la región amazónica denominada Nueva Andalucía (actual departamento de Madre de Dios, Perú).

## Biografía
Nacido probablemente en Salamanca, pasó al Perú junto al licenciado Pedro de la Gasca, participando en las campañas sobre el rebelde Gonzalo Pizarro. Hacia 1564, participó en la fundación del Hospital de Naturales de Lima, como rector. En 1567, el gobernador Lope García de Castro, lo nombró gobernador de una región que se extendía desde Opatari hasta el Mar del Norte, dándole asimismo la gobernación de Moxos y Paititi. Sin embargo, el resultado de su expedición fue decepcionante.
En la relación que Juan Álvarez Maldonado escribió cuando volvió al Cusco, llamada "Relación de la Jornada y descubrimiento del Río Manu" (1572), se describe la rica tierra del Paititi:

El oriente veinte y cinco leguas mas abaxo entra en este rio de paucarguambo (1), por la mano izquierda que deziende de los minaries ques hacia donde està el ynga. Desde este rio abaxo se llaman rio magno (2), y ansi se llama todo lo que del se sabe y cinquenta leguas mas abaxo entra el río de cuchoa (3), en el por la mano derecha que nasce de la cordillera del Piru en los andes de cuchoa en el qual al nacimiento suyo entran los ríos de cayane rio de sangaban rio de pule pule y cuando entra en el Magno es una mar. Vnete leguas más abajo entre en este rio el río de Guariguaca (4), por la mano izquierda que nasce en la provincia de los yanagimes de las bocas negras, ocho leguas mas abaxo sobre la mano derecha entra en el magno el río de parabre (5), que nasce en la cordillera de carabaya…y doce leguas mas abaxo entra el río de Zamo por la mano derecha, por la espaldas de los Toromonas (6) nasce en los mitimas de los Aravaonas (7). Trenta leguas más abajo por la mano derecha entra el río de los Omapalcas (8)…cient leguas deste rio (8), entra el río magno en el río y laguna famosa del Paitite y en el mismo rio o laguna del paitite entra el poderoso y espantable rio de Paucarmayo (9) ques apurima avancay bilmcas y xauja y otros muchos que nascen entre estos y desta laguna sale la buelta del Este casi al Nordeste hazia la mar del Norte (10). Es de notar que el Paucarmayo, entra en el Paitite sobre la mano izquierda. Hasta el Paitite se llama este rio Magno y desde allí baxo se llama Paitite. Desde donde nasce hasto donde se cree que averiguadamente va a salir a la mar del norte corre más de mil leguas largas a las riberas deste rio Magno y los que entran en el de la cordillera del piru hasta el paitite están descubiertas muchas y se tiene noticia cierta de otras muchas provincias.

En marzo de 1572, nuevamente emprendió la exploración de Manopampa, tierra del cacique Mampio, descubriendo un río al que llamó Lázaro, a catorce leguas de la provincia de los Andes. No obstante, fue llamado por el virrey Toledo para que participe en la invasión de Vilcabamba y ayudara a sujetar a los incas alzados. Se desempeñó como maestre de campo en las acciones de Vitcos y Vilcabamba, y condujo prisionero a Túpac Amaru I en su entrada al Cuzco.
Radicado definitivamente en la Ciudad Imperial, obtuvo las encomiendas de Layosupa, Hatuncolla y Huaro.

## Matrimonio y descendencia
Se casó en Arequipa con la dama criolla Ana Cornejo, hija del conquistador Miguel Cornejo, fundador y alcalde ordinario de dicha villa, con la cual tuvo los siguientes hijos:
1. Francisco Maldonado de Anaya, casado con Luisa de Santa Cruz, con descendencia femenina.
2. Mariana Cornejo Maldonado, casada en primeras nupcias con el cusqueño Juan Gutiérrez de los Ríos, cuyos descendientes obtendrían el Condado de la Laguna de Chanchacalle, y en segundas nupcias con el almirante Francisco de Alderete Maldonado.
3. Leonor Maldonado y Cornejo, casada con Diego de Zárate e Irarrázabal , con sucesión que entroncaría con los Condes de Villaminaya.